# Handbuch des Schachspiels
Handbuch des Schachspiels (Хандбух дес Шахшпильс) — первое капитальное дебютно-теоретическое руководство по шахматам. Задумано П. Бильгером, составлялось им в 1839—1840, завершено и выпущено Т. фон Лазой (1843). Под руководством Лазы вышло ещё 4 издания (в 1852 и 1858 в Берлине, в 1864 и 1874 в Лейпциге); 6-е (редактор — Т. Шеве) и 7-е (редактор — Э. Шаллоп) издания выпущены в Лейпциге (1980 и 1891); 8-е издание (Берлин, 1916) вышло под руководством К. Шлехтера при участии З. Тарраша, Р. Тейхмана и Р. Шпильмана, а также историческими материалами И. Коца и И. Коха и исследованию по эндшпилю И. Бергера. Позднее были опубликованы дополнения Ж. Мизеса (1921) и Х. Кмоха (1930).